# Uranotaenia bricenoi
Uranotaenia bricenoi är en tvåvingeart som beskrevs av Cova Garcia, Pulido och Escalante de Ugueto 1987. Uranotaenia bricenoi ingår i släktet Uranotaenia och familjen stickmyggor.
Artens utbredningsområde är Venezuela. Inga underarter finns listade i Catalogue of Life.